# サンモリーユ下條

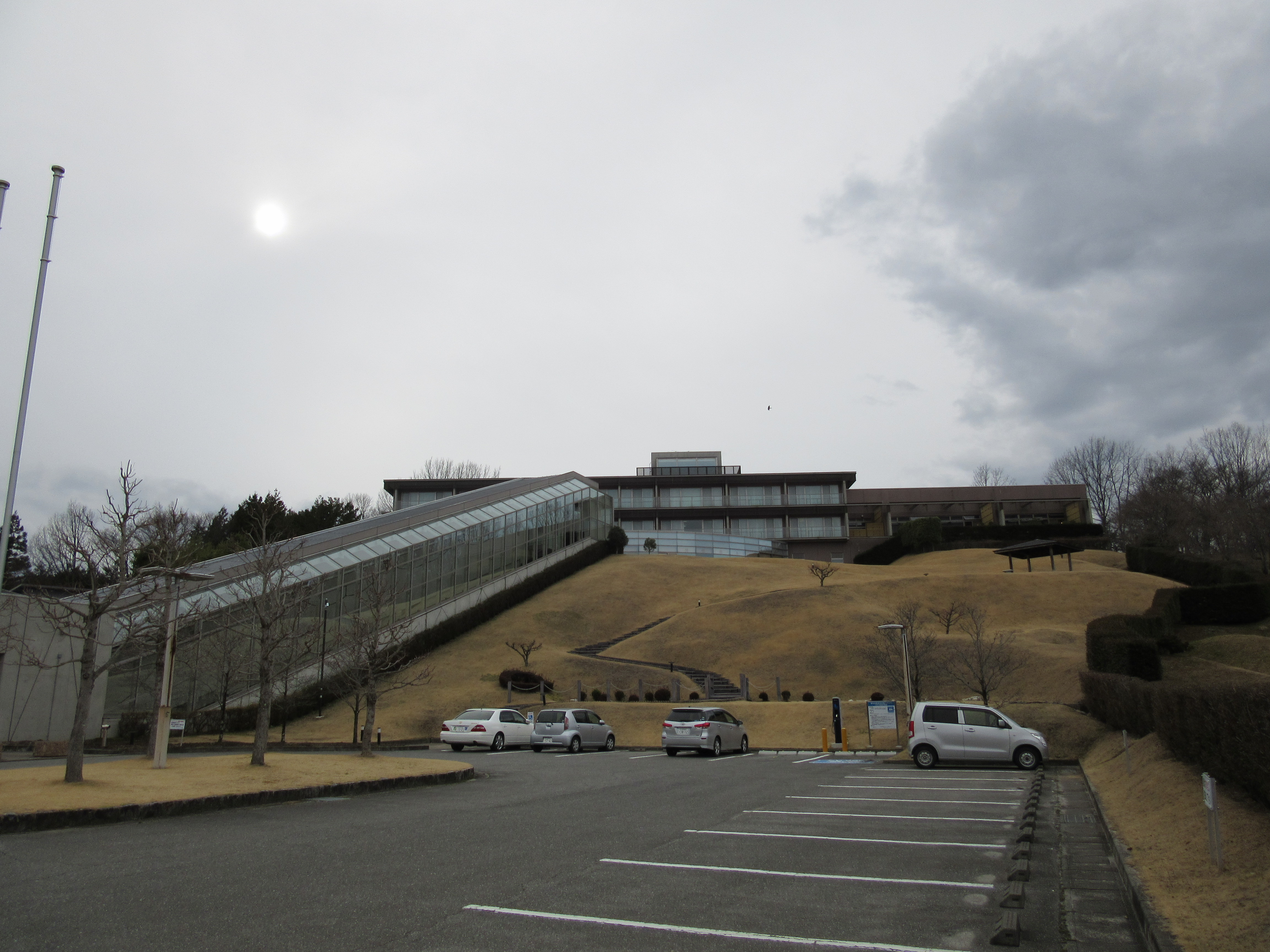
サンモリーユ下條

サンモリーユ下條（サンモリーユしもじょう）とは、長野県下伊那郡下條村に位置する、愛知県刈谷市の市民休暇村（休暇施設）である。

## 概要
正式名称は刈谷市民休暇村サンモリーユ下條であり、1998年（平成10年）5月3日に愛知県刈谷市の温泉宿泊休養施設として、長野県下伊那郡下條村に開設された。
刈谷市に在住・在勤・在学している人と下條村村民で無ければ利用することは出来ないが、日帰り入浴とレストラン（昼食）に限り、一般客も利用できる。

## 住所
- 〒399-2101 長野県下伊那郡下條村睦沢2495-1

## 交通アクセス
- JR東海飯田線天竜峡駅よりタクシーで10分。
- 中央自動車道飯田山本IC、三遠南信自動車道天龍峡IC経由で刈谷から車で約2時間30分。